# (39412) 3097 T-1
3097 T-1 (asteroide 39412) é um asteroide da cintura principal. Possui uma excentricidade de 0.18298150 e uma inclinação de 2.36277º.
Este asteroide foi descoberto no dia 26 de março de 1971 por Cornelis Johannes van Houten e Ingrid van Houten-Groeneveld e Tom Gehrels em Palomar.